# Chorizagrotis differens
Chorizagrotis differens är en fjärilsart som beskrevs av Druce. Chorizagrotis differens ingår i släktet Chorizagrotis och familjen nattflyn. Inga underarter finns listade i Catalogue of Life.